# Louis Theroux
Louis Sebastian Theroux ([ˈluːi θəˈruː] ; Singapura, 20 de maio de 1970) é um documentarista, jornalista, locutor e autor britânico. Ele recebeu dois British Academy Television Awards e um Royal Television Society Television Award.
Nascido em Singapura, filho de mãe inglesa e pai americano (o escritor Paul Theroux), ele mudou-se com a família para Londres quando era criança. Depois de se formar em Oxford, mudou-se  para os Estados Unidos e trabalhou como jornalista no semanário Metro Silicon Valley e na revista satírica mensal Spy. Mais tarde, trabalhou na televisão, como apresentador de segmentos excêntricos da série satírica TV Nation, de Michael Moore, e mais tarde passou a apresentar seus próprios documentários, incluindo Louis Theroux's Weird Weekends, When Louis Met ... e vários especiais da BBC Two.

## Juventude
Louis Sebastian Theroux nasceu em Singapura, no dia 20 de maio de 1970, filho do escritor de viagens e romancista americano Paul Theroux e de sua então esposa inglesa Anne (nascida Castle). Sua avó paterna, Anne (nascida Dittami), era uma professora de escola primária ítalo-americana, e seu avô paterno, Albert Eugène Theroux, era franco-canadense e vendedor da empresa American Leather Oak. Ele possui cidadania britânica e americana. Seu irmão mais velho, Marcel Theroux, é escritor e apresentador de televisão. Seu primo, Justin, é ator e roteirista. Theroux é sobrinho do romancista Alexander Theroux e do escritor Peter Theroux.
Theroux mudou-se com sua família para a Inglaterra com um ano de idade e foi criado em Londres. Ele foi educado na Tower House School e depois na Westminster School, uma escola pública nos arredores da Abadia de Westminster. Enquanto estava lá, ele se tornou amigo dos comediantes Adam Buxton e Joe Cornish, e do político liberal democrata Nick Clegg, com quem viajou para a América. Ele também atuou em várias produções de teatro escolar, incluindo Bugsy Malone como Looney Bergonzi, Ritual for Dolls como o oficial do exército e The Splendor Falls como o menestrel. Theroux mais tarde estudou História Moderna no Magdalen College, Oxford (1988–1991), graduando-se com honras de primeira classe.

## Carreira

### Início de carreira
O primeiro emprego de Theroux como jornalista foi nos Estados Unidos no Metro Silicon Valley, um jornal semanal alternativo gratuito, sediado em San Jose, Califórnia. Em 1992, ele foi contratado como redator da revista Spy. Também trabalhou como correspondente na série TV Nation do diretor Michael Moore, para a qual forneceu segmentos sobre assuntos culturais excêntricos, incluindo a venda de Avon para mulheres na Floresta Amazônica, a síndrome de Jerusalém e tentativas da Ku Klux Klan de se renomear como um grupo de direitos civis para pessoas brancas.
Quando a TV Nation acabou, Theroux assinou um contrato de desenvolvimento com a BBC, por meio do qual desenvolveu Weird Weekends, de Louis Theroux. Também escreve para várias publicações, incluindo Hip Hop Connection e  The Idler.

### Documentários

#### Louis Theroux's Weird Weekends
Em Weird Weekends (1998-2000), Louis seguia subculturas marginais (sobretudo norte-americanas) como especialistas em sobrevivência, nacionalistas negros, suprematistas brancos e estrelas porno, em muitos casos vivendo perto das pessoas que estavam envolvidas. O seu método de documentários expõe de forma subtil as contradições ou elementos absurdos das crenças extremas. Louis descreveu o objetivo da série como:
Tentar descobrir o verdadeiro bizarro num ambiente comum. Para mim é quase um privilégio ser recebido nestas comunidades e dar-lhes destaque e, talvez, através do meu entusiasmo, fazer as pessoas revelar mais de si próprias do que queriam. O programa está a rir-se de mim, perdido nos seus mundos, tanto como delas. Não tenho de fingir essas coisas. Não sou um ator galã disfarçado de cromo.

#### When Louis Met...

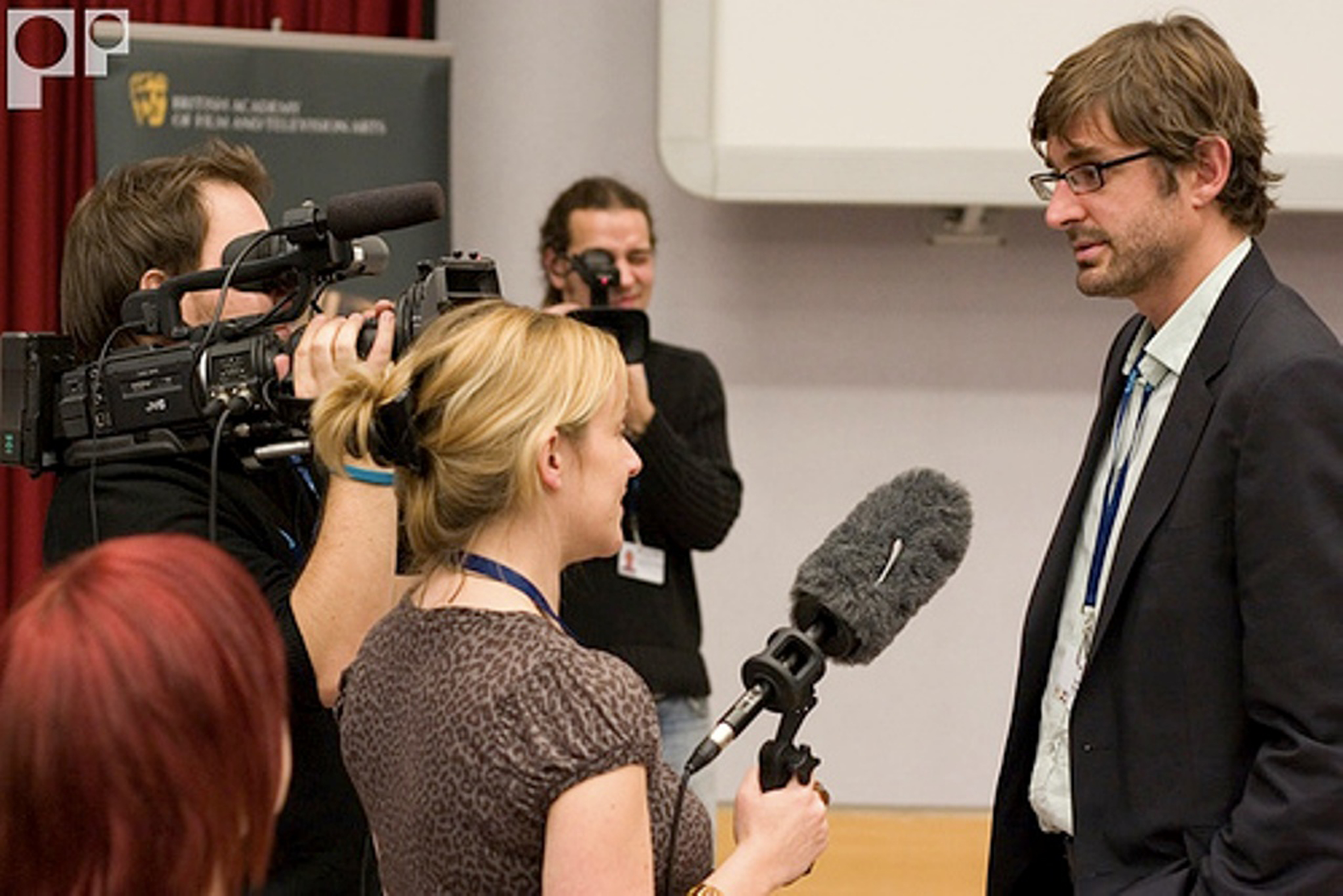
Louis Theroux em 2008

Na série When Louis Met... (2000–02), Louis acompanhou uma celebridade britânica em cada episódio na sua vida quotidiana. O episódio sobre o conhecido apresentador Jimmy Savile, foi eleito como um dos melhores documentários de sempre numa votação do canal Channel 4. Alguns anos após a transmissão do documentário, veio a público que Jimmy Savile foi um dos maiores agressores sexuais da história do país.
Numa entrevista em 2015, Louis expressou o seu interesse em produzir um documentário complementar sobre Savile para explorar como o apresentador conseguiu manter o abuso sexual durante tanto tempo, para conhecer as pessoas que o conheciam de perto e examinar como ele próprio não conseguiu desvendar esse lado do apresentador. O documentário, intitulado Savile, foi transmitido em 2016 na BBC Two.
Em When Louis Met the Hamiltons, o ex-deputado Neil Hamilton e a sua esposa, Christine, foram presos durante as filmagens por acusações falsas de atentado ao pudor.
Após o final da série, uma retrospetiva chamada Life with Louis foi lançada. Louis lançou um documentário chamado Louis, Martin & Michael sobre a sua tentativa de conseguir uma entrevista com Michael Jackson, que acabou por perder para Martin Bashir.

#### Especiais na BBC Two
Numa série de programas especiais, Louis regressou aos temas norte-americanos. Em março de 2006, este assinou um contrato com a BBC para produzir 10 documentários num período de três anos. Os assuntos dos especiais incluem os gangues de criminosos de Lagos, neonazis nos Estados Unidos e ultra-sionistas em Israel. Louis também visitou psiquiatrias infantis e prisões na Califórnia e na Flórida. Um especial lançado em 2007, The Most Hated Family in America, sobre a Igreja Batista de Westboro, foi bastante elogiado pela crítica.

#### My Scientology Movie
Em outubro de 2016, estreou a primeira longa metragem de Louis com o título My Scientology Movie. Produzido por Simon Chinn (um amigo de infância de Louis) e realizado por John Dower, o filme segue as tentativas de Louis de conseguir acesso à igreja da Cientologia.

#### Forbidden America(2022)
Forbidden America é uma série em três partes que aborda o uso da mídia social, nos Estados Unidos, por  grupos da alt-right, de rappers e de atores de filmes pornográficos. No Extreme and Online, Louis encontra a última encarnação da extrema-direita americana: um movimento político nascido na internet e que  cada vez tem marcado presença no cenário político. Theroux entrevista Nick Fuentes e o influencer Baked Alaska, notórias figuras da extrema-direita.

#### Entrevistas
Em 2022, a BBC anunciou séries de entrevistas conduzidas por Theroux, sob o título Louis Theroux Interviews, nas quais ele conversa celebridades dos palcos, das telas e da música sobre as respectivas carreiras e vidas pessoais. A primeira série de entrevistas semanais começou a ser transmitida pela  BBC Two em 25 de outubro de 2022 e teve como entrevistados o rapper Stormzy, a atriz Judi Dench, o músico Yungblud, o aventureiro Bear Grylls, a comediante Katherine Ryan e a cantora Rita Ora. A segunda série de Louis Theroux Interviews começou  em  7 de novembro de 2023 e inclui entrevistas com o pugilista Anthony Joshua, o músico Pete Doherty, a atriz Joan Collins, a cantora Raye, a ativista Chelsea Manning e o ator Ashley Walters.

#### The Settlers(2025)
Theroux viveu algum tempo com a crescente comunidade de colonos israelenses religiosos nacionalistas. Embora seus assentamentos sejam ilegais, perante a  Lei Internacional, eles têm sido protegidos pelo exército, pela polícia e pelo governo de Israel.
Desde o início da Guerra de Gaza, os assentamentos judeus nos Territórios Palestinos se expandiram em ritmo acelerado. O documentário aborda a vida de colonos proeminentes mas também de ativistas palestinos que condenam o aumento da violência contra as comunidades locais palestinas após o ataque do Hamas, em 7 de outubro de 2023.

### Podcasts
Em abril de 2020, durante o lockdown ocasionado pela pandemia de COVID-19, Theroux deu início ao podcast da BBC Radio 4, intitulado Grounded with Louis Theroux, gravado em sua casa, no qual entrevista pessoas famosas que ele só teve a oportunidade conhecer a partir da pandemia.

## Vida pessoal
O primeiro casamento de Louis foi com Susanna Kleeman, entre 1998 e 2001. Louis revelou numa entrevista: "O que se passou foi que a minha namorada estava a viver comigo em Nova Iorque. Ela não estava a conseguir arranjar emprego... de forma legal. Por isso, casámo-nos para lhe facilitar a vida. Nunca nos consideramos casados a sério. Não tínhamos fotos do casamento, nem nada do género. Foi mesmo um casamento por conveniência." 
Louis casou-se com a sua namorada de longa data, Nancy Strang, a 13 de julho de 2012. O casal tem três filhos. A família viveu na zona de Harlesden em Londres e em Los Angeles durante algum tempo.

## Prémios e nomeações

### BAFTA
| Ano  | Categoria                                                                        | Programa                       | Resultado |
| ---- | -------------------------------------------------------------------------------- | ------------------------------ | --------- |
| 2002 | Prémio Richard Dimbleby de Melhor Apresentador (Factual, Reportagens e Notícias) | When Louis Met...              | Venceu    |
| 2002 | Prémio Flaherty para Documentários (TV)                                          | When Louis Met...              | Indicado  |
| 2001 | Prémio Richard Dimbleby de Melhor Apresentador (Factual, Reportagens e Notícias) | Louis Theroux's Weird Weekends | Venceu    |

### Emmy's
| Ano  | Categoria                | Programa  | Resultado |
| ---- | ------------------------ | --------- | --------- |
| 1995 | Melhor Série Informativa | TV Nation | Indicado  |

### Royal Television Society Television Awards
| Ano  | Categoria           | Programa                | Resultado |
| ---- | ------------------- | ----------------------- | --------- |
| 2010 | Melhor Apresentador | A Place for Paedophiles | Venceu    |
| 2002 | Melhor Apresentador | When Louis Met...       | Indicado  |